# Drosophila flavimedifemur
Drosophila flavimedifemur är en tvåvingeart som beskrevs av Zhang och Masanori Joseph Toda 1988. Drosophila flavimedifemur ingår i släktet Drosophila och familjen daggflugor.
Artens utbredningsområde är provinsen Yunnan i Kina.